# Đường huyết cao
Đường huyết cao (tăng đường huyết), là một tình trạng trong đó một lượng glucose cao quá mức lưu thông trong huyết tương. Thường là mức đường trong máu cao hơn 11,1mmol/l (200 mg/dl), nhưng các triệu chứng có thể không bắt đầu trở nên đáng chú ý cho đến khi các giá trị thậm chí cao hơn, chẳng hạn như 15-20 mmol/l (~ 250-300   mg/dl). Một đối tượng có phạm vi nhất quán trong khoảng ~ 5,6 đến ~ 7 mmol / l (100–126 mg/dl) (hướng dẫn của Hiệp hội Tiểu đường Hoa Kỳ) được coi là tăng đường huyết nhẹ, trong khi trên 7 mmol/l (126 mg/dl) thường được coi là bị tiểu đường. Đối với bệnh nhân tiểu đường, nồng độ glucose được coi là quá mức đường huyết cao có thể khác nhau tùy theo từng người, chủ yếu là do ngưỡng glucose của người đó và dung nạp glucose tổng thể. Tuy nhiên, trung bình, mức độ mãn tính trên 10-12 mmol/L (180–216 mg/dl) có thể tạo ra tổn thương nội tạng đáng kể theo thời gian.

## Dấu hiệu và triệu chứng
Mức độ đường huyết cao có thể thay đổi theo thời gian tùy thuộc vào nguyên nhân trao đổi chất, ví dụ, suy giảm dung nạp glucose hoặc đường huyết lúc đói, và nó có thể phụ thuộc vào điều trị. Tăng đường huyết tạm thời thường lành tính và không có triệu chứng. Nồng độ glucose trong máu có thể tăng cao trên mức bình thường và gây ra những thay đổi về bệnh lý và chức năng trong thời gian đáng kể mà không tạo ra bất kỳ ảnh hưởng hoặc triệu chứng vĩnh viễn nào. Trong giai đoạn không có triệu chứng này, một sự bất thường trong chuyển hóa carbohydrate có thể xảy ra có thể được kiểm tra bằng cách đo glucose huyết tương. Tuy nhiên, tăng đường huyết mãn tính ở mức trên bình thường có thể tạo ra rất nhiều biến chứng nghiêm trọng trong một khoảng thời gian, bao gồm tổn thương thận, tổn thương thần kinh, tổn thương tim mạch, tổn thương võng mạc hoặc tổn thương ở chân và bàn chân. Bệnh thần kinh tiểu đường có thể là kết quả của tăng đường huyết lâu dài. Suy giảm sự tăng trưởng và dễ bị nhiễm trùng nhất định có thể xảy ra do tăng đường huyết mãn tính.